# 美高梅國際酒店集團
美高梅國際酒店集團（英語：MGM Resorts International）是一家位於美國內華達州克拉克縣拉斯維加斯市天堂區的賭場及酒店營運公司。美高梅國際酒店集團是全球第二大博彩公司，僅在2009年就收入高達60億美元。美高梅國際酒店集團在內華達州、密西西比州和密歇根州擁有15家物業，此外還擁有位於內華達州、伊利諾伊州和澳門4家物業50%的所有權。
美高梅集團在2000年5月31日更名為“美高梅夢幻”（MGM Mirage），新公司由美高梅金殿集團與夢幻度假村集團合併而成。到了21世紀第一個十年中期，美高梅夢幻集團的非博彩收入（例如：住宿、餐飲及零售）環比增長超過博彩收入；同時由於高層公寓需求激增，導致拉斯維加斯房價均值為全國均價的兩倍。目前美高梅夢幻公司的主營業務已經從投資并運營賭場、酒店及度假村轉移到房地產開發運營上，例如其投資的城中城娛樂中心。不幸的是，城中城娛樂中心由於在拉斯維加斯大道過度建設并遭遇全球次貸危機，而導致公司資產大量縮水。
2010年6月，“美高梅夢幻”正式改名為“美高梅國際酒店集團”，以彰顯公司最新運營策略，即在全球擴展其品牌價值。其中包括授權其品牌及專業酒店管理知識，發展非博彩類的酒店及酒店式公寓。通過其設立在全球的六個附屬辦事處，美高梅國際酒店集團僅在2013年便在迪拜、阿布扎比、印度、埃及、越南及中國等國家或地區協議興建了非博彩類的寶麗嘉酒店、美高梅大酒店和雲天閣酒店。
直到2009年5月，億萬富豪及投資家柯克·科克里安和他的科銳信達公司都是美高梅夢幻的大股東，而他同時也是米高梅電影公司的前任老闆，因此美高梅大酒店的名字源自於此。美高梅夢幻為了應對全球信貸緊縮而增發了價值10億美元的股票，導致科銳信達公司的所佔股份從53.8%稀釋至39%。2010年5月，對衝基金鮑爾森公司（Paulson & Co）購入4000萬美高梅夢幻股票（約佔總股本的9%），成為公司的第二大股東。

## 公司歷史

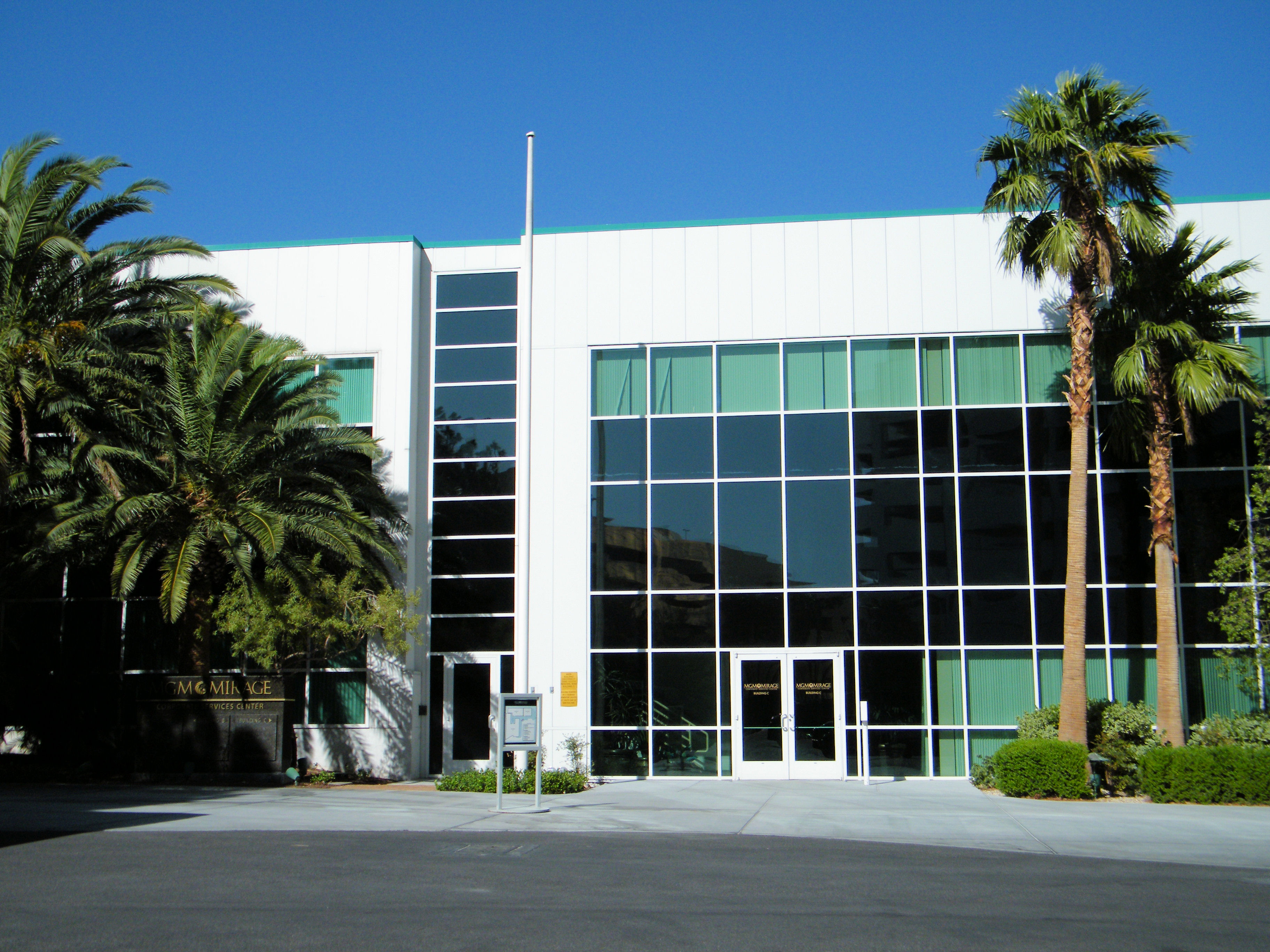
位於內華達州天堂區的美高梅夢幻運營支持中心。

### 公司發展早期（1969-1988）
美高梅國際集團的歷史最早可以追溯到1969年，當時美國航空業巨頭和賭場大亨柯克·科克里安買下了米高梅電影公司的控股權。1970年至1971年期間，科克里安深陷由於收購米高梅電影公司和美國西部航空公司而導致的鉅額債務，他不得不以極低的價格向希爾頓酒店集團出售了他的博彩公司——國際休閒（International Leisure）。當由科克里安所建立的拉斯維加斯希爾頓酒店成為拉斯維加斯最成功的賭場酒店之後，深受啓發的他帶領自己的電影公司進入到博彩行業。他在1973年開幕了最初的美高梅大酒店（即現在的拉斯維加斯巴利之家酒店）。隨後，雷諾美高梅大酒店（即現在的塞拉利昂大酒店）在1978年開幕。
截止1979年，這兩家賭場酒店的收益已經佔據了米高梅公司的絕大部份收入，因而米高梅公司宣佈將拆分公司旗下的兩塊業務。次年，電影公司被拆分成一家新公司，但沿用了老公司的名字；而賭場酒店業務則新組成了美高梅大酒店公司（MGM Grand Hotels Inc.）。科克里安擁有這兩家公司各47%的股權。

### 現況（2006-）
2010年6月15日，股东投票通过公司名称由MGM Mirage 变更为 MGM Resorts International。
2011年4月，MGM Resorts International将澳门美高梅（MGM Macau）在香港IPO，通过IPO募资15亿美金，上市后，MGM Resorts International仍持有MGM China 51%股份，Pansy Ho持有29%股份，公众持有20%股份。。
2019年10月16日，黑石房地產收入信託基金（Blackstone Real Estate Income Trust）和美高梅國際酒店集團各佔95%和5%股份的合資企業以42.5億美元的價格收購百樂宮酒店，並將其以2.45億美元的初始年租金返租給美高梅旗下的一個賭場子公司，同時還以8.25億美元出售拉斯維加斯馬戲團度假村酒店（Circus Circus）給金銀島酒店所有者菲爾·魯芬（Phil Ruffin）的附屬公司。
到2020年8月，由于2019冠状病毒病疫情的影响，美高梅削减了18,000个工作岗位。裁员占其劳动力的四分之一，在大流行开始之前为68,000。
九月2023年，Scattered Spider黑客团体对MGM的酒店和赌场运营进行了几天的网络安全攻击，导致公司受到干扰。公司拒绝向黑客支付赎金，并表示其1亿美元的损失将由网络保险覆盖。

## 公司資產
除非特別標註，以下資產均為美高梅國際酒店集團獨資擁有。

### 拉斯維加斯大道
- 百樂宮酒店（Bellagio）
- 城中城娛樂中心（與迪拜世界各占股50%）（CityCenter Las Vegas）
  - 阿麗雅賭場酒店（Aria）
  - 哈蒙酒店（英语：Harmon Hotel and Spa）
  - 維爾塔（英语：Veer Towers）
  - 拉斯維加斯水晶宮（英语：The Crystals (Las Vegas)）
  - 維達拉酒店（英语：Vdara）
  - 拉斯維加斯文華東方酒店（英语：Mandarin Oriental, Las Vegas）
- 夢幻度假村（英语：The Mirage）
- 樂蜀酒店（Luxor）
- 曼德勒海灣度假村（Mandalay Bay）
  - 曼德勒海灣酒店
- 拉斯維加斯美高梅大酒店（MGM Grand）
  - 美高梅署名酒店（英语：The Signature at MGM Grand）
  - 拉斯維加斯美高梅大酒店雲天閣（Skylofts at MGM Grand）
  - 拉斯維加斯美高梅大酒店公館（The Mansion at MGM Grand）
- 蒙地卡羅酒店（Park MGM）
  - 32號酒店（Hotel 32）
- 紐約-紐約酒店（New York-New York）
- 石中劍酒店（Excalibur）
- 拉斯維加斯馬戲團大酒店（英语：Circus Circus Las Vegas）
- 逐樂賭場（Slots-A-Fun）

### 內華達州其他地區
- 雷諾市馬戲團大酒店（英语：Circus Circus Reno）：位於內華達州瓦肖縣雷諾市。
- 銀礦遺蹟度假村（英语：Silver Legacy Resort Casino）（與黃金國酒店（英语：Eldorado Hotel Casino）各占股50%）：位於內華達州瓦肖縣雷諾市。
- 雷爾羅德山口酒店（英语：Railroad Pass Hotel and Casino）：位於內華達州克拉克縣亨德森市。
- 內華達蘭丁酒店（英语：Nevada Landing Hotel and Casino）（已於2007年3月20日結業）：位於內華達州克拉克縣吉恩市。
- 淘金熱酒店（英语：Gold Strike Hotel and Gambling Hall）：位於內華達州克拉克縣吉恩市（英语：Jean, Nevada）。
- 普利姆山谷高爾夫俱樂部（英语：Primm Valley Golf Club）（其實位於內華達州與加利福尼亞州邊界線的加州一側）。
- 暗影溪高爾夫球場（英语：Shadow Creek Golf Course）：位於內華達州克拉克縣北拉斯維加斯市。

### 美國其他地區
- 淘金熱度假村（英语：Gold Strike Casino Resort）：位於密西西比州蒂尼卡縣蒂尼卡度假勝地（英语：Tunica Resorts, Mississippi）。
- 埃爾金維多利亞大酒店（英语：Grand Victoria Casino Elgin）（凱悅酒店擁有50%股份）：位於伊利諾伊州凱恩縣埃爾金市。
- 底特律美高梅大酒店（英语：MGM Grand Detroit）（98%的產權歸屬美高梅國際酒店集團在底特律的合作夥伴）：位於密歇根州韦恩县底特律市。
- 博里瓦奇酒店：位於密西西比州比洛克西市。
- 快活林美高梅大酒店（英语：Foxwoods_Resort_Casino#MGM_Grand_at_Foxwoods）（與馬薩圖格佩科特人部落（英语：Mashantucket Pequot Tribe）合資）：位於康涅狄格州的快活林度假村（英语：Foxwoods Resort Casino）。

### 阿聯酋地區
- 阿布扎比美高梅大酒店：位於阿拉伯聯合酋長國阿布扎比市。
- 迪拜美高梅大酒店：位於阿拉伯聯合酋長國迪拜市。
- 迪拜雲天閣：位於阿拉伯聯合酋長國迪拜市。
- 迪拜寶麗嘉酒店：位於阿拉伯聯合酋長國迪拜市。

### 大中華地區

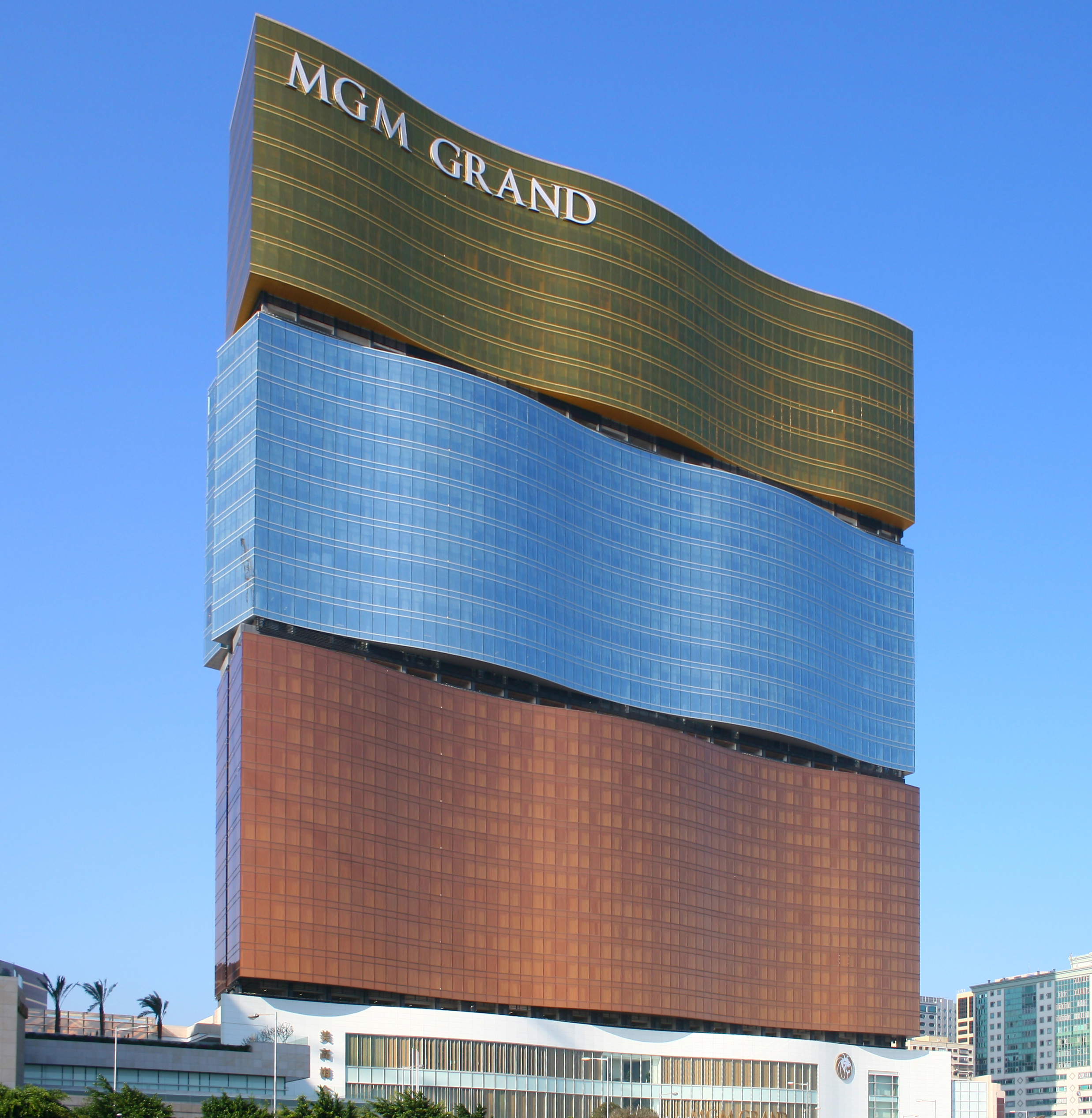
澳門美高梅

- 澳門美高梅、美獅美高梅（何超瓊占股50%）：位於中國澳門特別行政區。
- 三亞美高梅度假酒店（與釣魚台國賓館合資）：位於中國海南省三亞市。
- 杭州美高梅大酒店（與釣魚台國賓館合資）：位於中國浙江省杭州市。
- 杭州雲天閣（與釣魚台國賓館合資）：位於中國浙江省杭州市（尚未開業）。
- 上海寶麗嘉酒店（與釣魚台國賓館合資）：位於中國上海市（尚未開業）。
- 成都美高梅大酒店（與釣魚台國賓館合資）：位於中國四川省成都市。
- 深圳mgm位于深圳小梅沙

（以上酒店除澳門美高梅之外，均不涉及博彩經營。）

### 附屬公司
- 美高梅夢幻度假集團（MGM Mirage Vacations）[25]：位於威斯康辛州密爾沃基县。
- 美高梅夢幻酒店集團（MGM Mirage Hospitality）[26][27]：
  - 阿拉伯聯合酋長國合資公司
  - 英國合資公司
  - 钓鱼台美高梅酒店管理有限公司（中國大陸地區）
  - 美高梅中國控股有限公司（中國澳門地區）

## 員工和管理層
公司的高級管理層包括：James Murren，主席兼首席執行官；Bill Hornbuckle，全球賭場營銷總裁；Brian Sandoval，全球賭博發展總裁；Corey I. Sanders，首席運營官；以及John McManus，執行副總裁，總法律顧問和秘書。

## 争议
MGM度假村国际公司因在2018年7月18日对2017年10月1日2017年拉斯维加斯枪击案中的幸存者和受害者家属提起诉讼而受到批评。MGM声称，由于它在2017年10月1日枪击案发生时使用了当时由Contemporary Services Corporation提供的安保服务，该公司认为任何诉讼程序都应该在联邦法庭进行，MGM在那里受到支持反恐技术促进有效法案，也称为Safety Act的保护，免受责任的影响。MGM表示他们已经购买了7.51亿美元的保险以解决这起诉讼，MGM认为这将在2020年5月解决。律师罗伯特·恩格莱特，代表一些幸存者，将反诉描述为试图争取一个更有利的法官。另一位代表幸存者的律师布莱恩·克莱普尔称这些诉讼为“公共关系的噩梦”。MGM的有争议行动引发了拉斯维加斯枪击案幸存者、受害者家属、纽约州的立法者以及媒体成员的公开抗议，敦促纽约州游戏委员会阻止MGM完成其以85亿美元收购帝国城赌场和扬克斯赛道的交易，该交易原定于2019年1月完成。到了2019年10月，MGM同意向受害者和幸存者支付高达8亿美元。

## 外部連結
- 美高梅國際集團官方網站 （页面存档备份，存于）（英文）
- 美高梅中國控股有限公司官方網站 （页面存档备份，存于）（繁體中文）
- 釣魚台美高梅酒店集團 （页面存档备份，存于）（简体中文）